# Camponotus ulei
Camponotus ulei é uma espécie de inseto do gênero Camponotus, pertencente à família Formicidae.